# Неверне бебе II
Неверне бебе II је други студијски албум српске музичке групе Неверне бебе. Албум је објављен 1997. године за издавачку кућу Red Line Records, а био је доступан на компакт-диску и на аудио-касети.

## Списак песама
| №               | Назив                   | Аутор(и)                              | Трајање |  |
| 1.              | Странац                 | М. Ђурђевић (т, а) · Д. Ланоа (м)     | 4:52    |  |
| 2.              | Двоје                   | М. Ђурђевић (т, м, а)                 | 3:31    |  |
| 3.              | Боја среће              | М. Ђурђевић (т, м, а)                 | 5:29    |  |
| 4.              | Дивље свиње             | М. Ђурђевић (т, м, а)                 | 3:30    |  |
| 5.              | Године срама            | М. Ђурђевић (т, м, а)                 | 5:09    |  |
| 6.              | Европа                  | М. Ђурђевић (т, м, а)                 | 3:52    |  |
| 7.              | Градац (инструментал)   | М. Ђурђевић (м, а)                    | 5:25    |  |
| 8.              | Као на длану            | М. Ђурђевић (т, м, а)                 | 5:30    |  |
| 9.              | Сенке                   | М. Ђурђевић (т, м, а)                 | 4:20    |  |
| 10.             |                         | С. Ђукановић (т) · М. Ђурђевић (м, а) | 4:22    |  |
| 11.             | 7 минута (инструментал) | М. Ђурђевић (м, а)                    | 6:52    |  |
| Укупно трајање: | Укупно трајање:         | Укупно трајање:                       | 52:52   |  |

- [1]

## Музичари
- Неверне бебе:
  - Милан Ђурђевић — клавијатуре, клавир, вокал, пратећи вокали (5)
  - Горица Поњавић — вокал, пратећи вокали (5, 7)
  - Александар Тасић — вокал
  - Владан Ђурђевић — бас-гитара
  - Саша Ранђеловић — електрична гитара, акустична гитара
  - Душан Шубаревић — бубањ[1]
- Гости:
  - Маја Пајовић — пратећи вокали (1, 4)
  - Били Кинг — вокал (1, 4)
  - Јосип Хартл — бубањ (2, 3, 6, 10)
  - Милорад Јововић Шоле — гитара (2, 11)
  - Горан Ђорђевић Соле — удараљке (2, 3, 4, 6, 7, 8, 9, 10, 11)
  - Срђан Јовановић Јоле — бубањ (4, 7, 8, 9, 11)
  - Горан Маринковић — пратећи вокали (5)
  - Слободан Тркуља — пратећи вокали (5)
  - Драгомир Миленковић Јога — синт. гитара (6)
  - Нела Тарић — пратећи вокали (7, 9)
  - Јован Маљоковић — саксофон (7, 9)
  - Саша Томић — соло на саксофону (7)
  - Боран Павловић — вокал (8, 9)
  - Драган Ивановић — акустична бас-гитара (11)[1]

## Остале заслуге
- Милан Ђурђевић — продуцент
- Иван Влатковић — копродуцент, инжењер звука
- Зоран Шћекић — копродуцент, тонски сниматељ
- Александра Стојановић — асистент тонског сниматеља
- Золтан Тотка — фотографије
- Зорица Бајин Ђукановић, Душан Шубаревић, Александар Тасић — дизајн омота[1]